# Stanisławów (powiat chełmski)
Stanisławów – wieś w Polsce położona w województwie lubelskim, w powiecie chełmskim, w gminie Żmudź.
W latach 1975–1998 miejscowość należała administracyjnie do województwa chełmskiego. 
Wieś stanowi sołectwo gminy Żmudź. Według Narodowego Spisu Powszechnego (III 2011 r.) liczyła 118 mieszkańców i była jedenastą co do wielkości miejscowością gminy.
Wierni Kościoła rzymskokatolickiego należą do parafii Wniebowzięcia Najświętszej Maryi Panny w Klesztowie.

## Części wsi
| SIMC    | Nazwa   | Rodzaj  |
| ------- | ------- | ------- |
| 0111403 | Teresin | kolonia |

## Historia
W wieku XIX wieś wymieniona w składzie gminy Żmudź.